# Малый ошейниковый попугай
Малый ошейниковый попугай (лат. Psittacella modesta) — вид попугаев из семейства Psittaculidae.

## Описание
Малый ошейниковый попугай достигает высоты до 14 см, а средний вес 42 грамма. У самцов тёмно-коричневый лоб, уздечка и макушка. Затылок и шея тускло-оливкового-жёлтого цвета. Голова оливково-коричневого цвета. Верхняя часть тела зелёного цвета, перья с чёрной тонкой каймой. Клюв синего или серого цвета с белым кончиком. Радужная оболочка оранжевого цвета. У самки коричневая голова, оранжевая грудь и жёлто-зелёная или коричневая полоса на боках живота.

## Распространение
Вид охватывает горы Арфак и высокогорье Новой Гвинеи. Средой обитания вида являются тропические или субтропические влажные горные леса.

## Классификация
У малого ошейникового попугая выделяют 2 подвида:
- Psittacella modesta modesta
- Psittacella modesta collaris